# Endosphaeraceae
Endosphaeraceae, porodica zelenih algi uključivana u red Chlamydomonadales čiji se rodovi danas uključuju u porodicu Chlorochytriaceae.

## Rodovi
- Burkillia West & G.S.West, 1908
- Phyllobium Klebs, 1881
- Rhodochytrium Lagerheim, 1893
- Scotinosphaera Klebs, 1881